# 亚历山大·绍什塔尔
亚历山大·绍什塔尔（羅馬化：Aleksandar Šoštar，1964年1月21日—），塞尔维亚男子水球运动员。他曾代表南斯拉夫、南联盟参加1988年、1996年和2000年夏季奥林匹克运动会水球比赛，获得一枚金牌和一枚铜牌。